# Гюльахмедова-Мартынова, Гюльджахан Шуаулла кызы
Гюльджахан Шуаулла кызы Гюльахмедова-Мартынова  (азерб. Gülcahan Şüaulla qızı Güləhmədova-Martınova; 23 июнь 1925, Баку – 20 январь 2018, Баку) — первая азербайджанская профессиональная женщина-режиссёр театра. Народная артистка Азербайджанской ССР (1981), лауреат Государственной премии Азербайджанской ССР (1972), профессор Бакинской музыкальной академии.

## Биография
Гюльджахан Шуаулла кызы Гюльахмедова-Мартынова родилась 23 июня 1925 года в городе Баку. В 1947–1952 годах она училась на факультете режиссуры Бакинского театрального института. Одним из учителей Гюльджахан был Мехти Мамедов. В 1952 году Гюльджахан была назначена в Русский драматический театр, где начала работать с режиссёрами Степановым-Колосовым, Сахаровым и Магеррамом Ашумовым.
В 1943 году она вступила в брак с лейтенантом, выпускником Каспийского высшего военно-морского училища Сергеем Петровичем Мартыновым.
В 1982 году Гюльджахан Гюльахмедова-Мартынова покинула театр и была приглашена в Оперную студию при Азербайджансккой государственной консерватории. В дальнейшем занимала должность заведующей кафедрой вокала в Бакинской музыкальной академии.
Гюльджахан Гюльахмедова-Мартынова умерла 20 января 2018 года в возрасте 92 лет.

## Творчество
C 1952 по 1982 годы работала режиссером-постановщиком в Русском драматическом театре имени Самеда Вургуна. Первым спектаклем, поставленным ею, был «В поисках радости» Виктора Розова. За 30 лет работы в театре Гюльджахан провела более 70 постановок. К некоторым из них можно отнести:
- «Мария Стюарт» Ф. Шиллер (1965)
- «Варшавская мелодия» Л. Зорин (1971)
- «С легким паром» Э. Брагинский и Эльдар Рязанов (1970)
- «Шаги командора» В. Коростылев (1971)
- «Тихие горизонты» Б.Васильев (1975)
- «Дни лета в городе» Анар (1978)
- «Восемь любящих женщин» Робер Тома (1979)
- «Упавшая лошадь» Ф. Саган (1979)
- «Тринадцатый председатель» Азат Абдуллин (1981)

### Фильмография
- Ты всегда со мной (фильм, 1987) — режиссёр-постановщик

## Звания и награды
- Медаль «За трудовое отличие» — 9 июня 1959 года
- Заслуженная артистка Азербайджанской ССР  —  24 марта 1961
- Государственная премия Азербайджанской ССР — 1972[4]
- Народная артистка Азербайджанской ССР — 10 апреля 1981[5]
- Персональная пенсия Президента Азербайджанской Республики — 11 июня 2002[6]